# 이친구

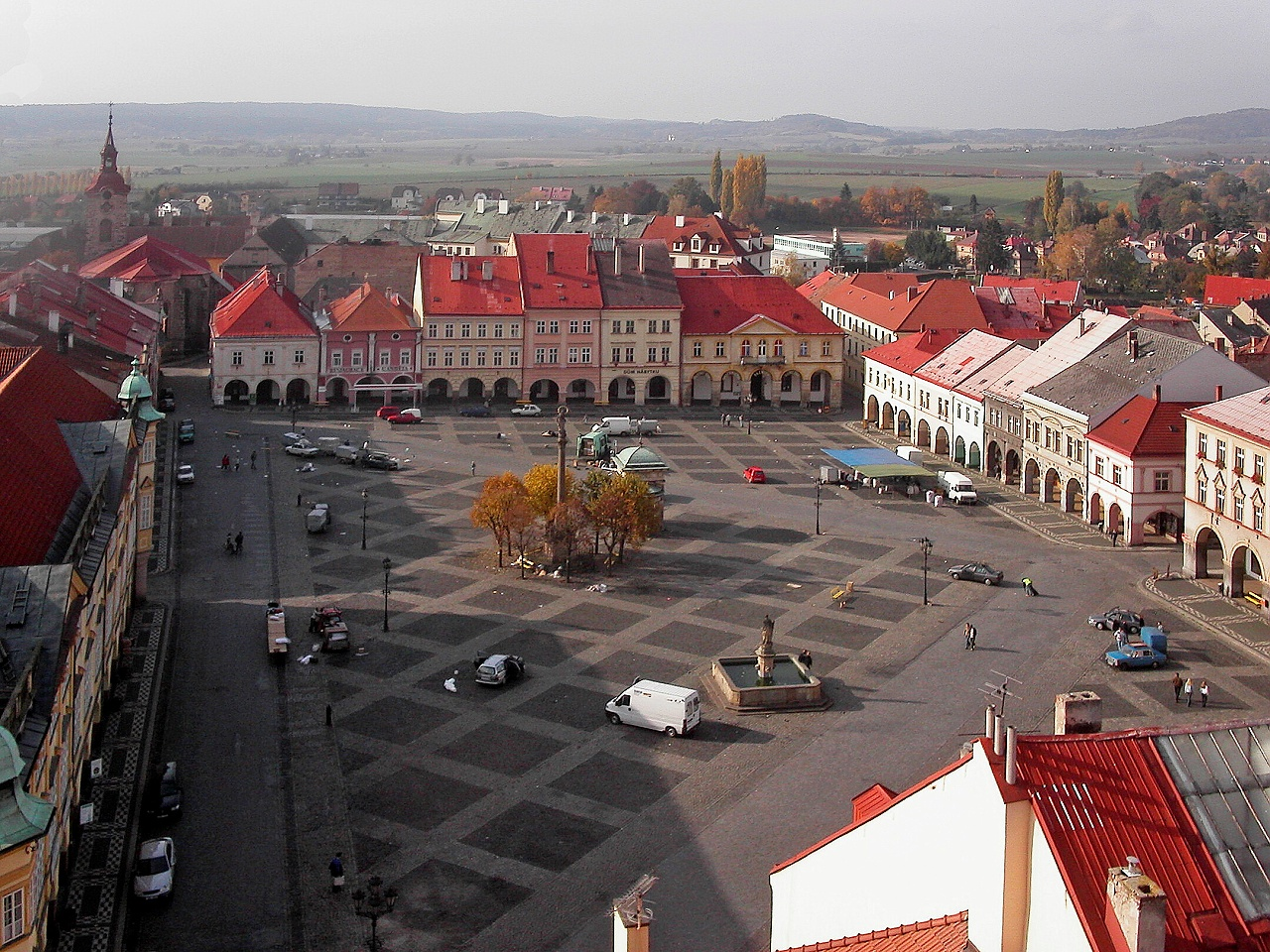
이친구의 행정 중심지인 이친

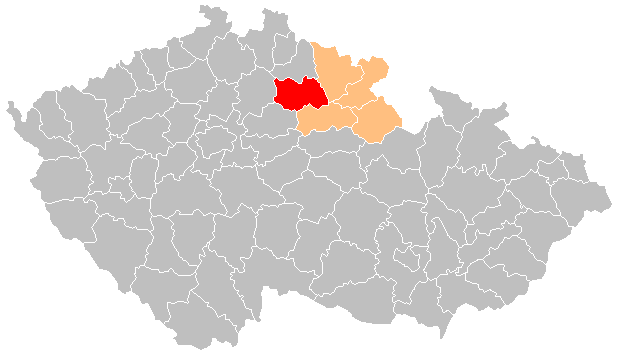
이친구의 위치

이친구(체코어: Okres Jičín)는 체코 흐라데츠크랄로베주를 구성하는 5개 구 가운데 하나로 행정 중심지는 이친이며 면적은 886.63km2, 인구는 79,782명(2019년 1월 1일 기준), 인구 밀도는 90명/km2이다.
흐라데츠크랄로베주 서부에 위치하며 111개 지방 자치체(13개 시, 98개 마을)를 관할한다. 흐라데츠크랄로베주 트루트노프구, 흐라데츠크랄로베구, 중앙보헤미아주 님부르크구, 믈라다볼레슬라프구, 리베레츠주 세밀리구와 접한다.